# Capitalismo de Estado
O conceito de Capitalismo de Estado abrange dois significados distintos. O primeiro refere-se aos países designados como socialistas, como a URSS e Cuba, que se caracterizam por manter a exploração dos trabalhadores via extração da mais-valia, tal como no capitalismo privado, mas onde o Estado se transforma no principal proprietário. O Estado possui o monopólio dos meios de produção, extrai a mais-valia e a redistribui. Além disso, investe no processo de acumulação de capital, entre os burocratas, que passam a usufruir de diversos privilégios, formando uma burguesia de Estado. O segundo significado refere-se a países capitalistas com forte intervenção estatal na economia, onde o Estado se esforça para desenvolver as forças produtivas, opondo-se assim ao liberalismo.
O Brasil é considerado pela doutrina internacional um país com um modelo de Capitalismo de Estado do segundo tipo. O estado brasileiro tem participações em mais de 650 empresas, que estão envolvidas em um terço do PIB nacional.

## Origens e primeiros usos do termo
O termo em si estava em uso dentro do movimento socialista do final do século XIX. Em 1896, Wilhelm Liebknecht, disse: "Ninguém tem combatido socialismo de Estado mais do que nós socialistas alemães, ninguém mostrou mais distintamente do que eu, que o socialismo de Estado é realmente o Capitalismo de Estado !".
Tem sido sugerido que o conceito de Capitalismo de Estado pode ser rastreado até a critica de  Mikhail Bakunin, sobre o potencial de exploração do Estado sob o socialismo de inspiração marxista durante a Primeira Internacional. Outra referência é a obra de Jan Waclav Machajski, O trabalhador Intelectual (1905) que descreve o socialismo como um movimento de intelectuais, e que resultaria em um novo tipo de sociedade, que ele chamou o Capitalismo de Estado. Para os anarquistas, o socialismo de Estado é equivalente ao Capitalismo de Estado, sendo igualmente opressivo e apenas um mudança dos capitalistas privados para o Estado como único empregador e capitalista.
O bolchevique Nikolai Bukharin identificou um novo estágio no desenvolvimento do capitalismo, no qual todos os setores da produção nacional e todas as importantes instituições sociais se tornaram gerenciados pelo Estado. Ele chamou esse novo estágio capitalista de "Capitalismo de Estado".

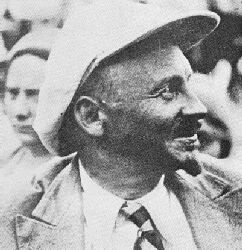
Nikolai Bukharin

Depois da revolução de Outubro, Lênin usou o termo positivamente. Ele justificou a introdução do Capitalismo de Estado controlado politicamente pela ditadura do proletariado, para que as forças produtivas se desenvolvessem e para que o controle central se fortalecesse:
"A realidade diz-nos que o capitalismo de Estado seria um passo em frente. Se, em um pequeno espaço de tempo, pudéssemos alcançar o capitalismo de estado, isso seria uma vitória." (Lenin, 1918)

## As formas atuais no século XXI
O capitalismo de Estado é distinto da economia mista capitalista, na qual o Estado intervém nos mercados para corrigir falhas de mercado ou estabelecer regras sociais. No sistema Capitalista de Estado, o Estado opera negócios com a finalidade de acumulação de capital.

### República Popular da China
Muitos analistas afirmam que a China é um dos principais exemplos de capitalismo de Estado no século XXI.
Em seu livro, O Fim do Mercado Livre: Quem ganha a guerra entre Estados e corporações, o cientista político Ian Bremmer descreve a China como o principal motor para a ascensão do capitalismo de Estado e como um desafio para as economias de mercado do mundo desenvolvido, particularmente após a crise financeira de 2008. Bremmer descreve o capitalismo de estado da seguinte forma:
Na sequência, Bremmer, Aligica e Tarko continuar a desenvolver a teoria de que o atual capitalismo de estado em países como a China e a Rússia é um exemplo de uma sociedade de busca de renda (rent-seeking). Eles argumentam que, após a constatação de que os sistemas socialistas não poderiam competir eficazmente com as economias capitalistas, as elites políticas comunistas de outrora estão tentando projetar uma forma limitada de liberalização econômica que aumenta a eficiência e, ao mesmo tempo, lhes permite manter o controle do poder político.
Todos os países considerados comunistas, como a União Soviética, China, Cuba, Vietnã, bem como os países do Leste europeu, foram acusados de serem também regimes de capitalismo de Estado.
O regime soviético foi acusado por comunistas conselhistas e anarquistas de ser um regime de capitalismo de Estado. Nesse regime, o Estado se tornou proprietário de todos os meios de produção, manteve os trabalhadores afastados das decisões políticas e gerenciais, e continuou a submetê-los à escravidão do salário. Na União Soviética, apesar de a propriedade dos meios de produção ser pública, ela era gerida como uma grande corporação privada pelos burocratas, que alguns autores chamam de burguesia de estado.

## Uso do termo Capitalismo de Estado
O termo tem sido usado por vários socialistas, incluindo anarquistas, marxistas e leninistas. A ideia de Capitalismo de Estado surge com o próprio processo da Revolução Russa. Lênin foi um dos primeiros a utilizar esta expressão, no sentido do primeiro caso, em maio de 1918, em seu panfleto "On left wing infantilism and on petty-bourgeois tendencies" porém, em 1921, ele utilizou esta expressão no sentido do segundo caso, no panfleto "On the tax in kind", ao analisar a praticabilidade de conceder concessões a empresas estrangeiras com o objetivo de atrair investimentos e know-how.

### Uso por anarquistas

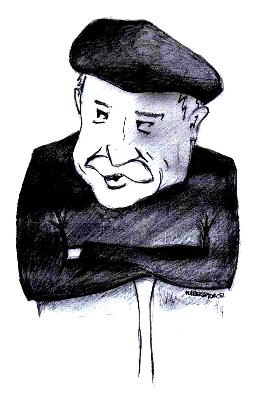
Murray Bookchin

Talvez a primeira crítica da URSS como estado capitalista tenha sido formulado pelos anarquistas russos, como documentado na obra de Paul Avrich sobre o anarquismo russo.
Esta afirmação se tornaria padrão em obras anarquistas. A proeminente anarquista Emma Goldman em um artigo de 1935 intitulado "Não há nenhum comunismo na Rússia", disse da URSS: "Tal condição das coisas pode ser chamada de capitalismo de estado, mas seria absurdo considerá-lo em qualquer sentido comunismo.... a Rússia Soviética, que agora deve ser óbvio, é politicamente um despotismo absoluto e economicamente a forma mais crassa do capitalismo de estado".
Murray Bookchin, ao falar sobre o marxismo, disse que "o marxismo, na verdade, torna-se ideologia e é assimilado pela forma mais avançadas do Capitalismo de Estado - nomeadamente a Rússia. Por uma ironia incrível da história, o socialismo marxista acaba por ser em grande parte Capitalismo de Estado, que Marx não previu na dialética do capitalismo. O proletariado, ao invés de se desenvolver em uma classe revolucionária dentro do ventre do capitalismo, acaba por ser um órgão dentro do corpo da sociedade burguesa ... Lênin notou isso e descreveu o "socialismo" como "nada além do monopólio estatal capitalista, feito para beneficiar todo o povo." Esta é uma declaração extraordinária quando se pensa em suas implicações e contradições. O modelo soviético, apesar de ter abolido a propriedade privada, organizava suas relações de produção e a gestão e organização dos meios de produção por meio de uma forma de Capitalismo de Estado.
Os autores do An Anarchist FAQ, falando sobre o leninismo dizem que "Ao invés de apresentar um meio eficaz e eficiente de alcançar a revolução, o modelo leninista é elitista, hierárquico e altamente ineficiente para atingir uma sociedade socialista. Na melhor das hipóteses, esse partido desempenha um papel prejudicial na luta de classes, alienando os ativistas e militantes com os seus princípios de organização e táticas de manipulação dentro de estruturas e grupos populares. Na pior das hipóteses, esses partidos podem tomar o poder e criam uma nova forma de sociedade de classes (um Capitalismo de estado), em que a classe trabalhadora é oprimida por novos patrões ,ou seja, pela hierarquia do partido e de seus nomeados".

### Uso pela Esquerda Comunista Russa
Os comunistas de esquerda acusavam a URSS de ter se tornado uma sociedade de Estado governada por uma nova classe burocrática.
"Castoriadis postula quatro características indissociáveis e fundamentais de uma economia socialista: 1 - Abolição da propriedade privada 2 - Planificação 3 - Abolição da Exploração 4 - Direção da produção pelos produtores. Ele conclui que apenas as duas primeiras características, na verdade, "as menos importantes", estariam presentes na sociedade soviética. A falta de democracia operária e de controle operário impediriam a denominação de "Estado Operário"

### Uso por mencheviques e marxistas "ortodoxos"
Imediatamente após a Revolução Russa muitos marxistas ocidentais questionam se o socialismo era possível na Rússia. Especificamente, Karl Kautsky:

É apenas a grande propriedade feudal que não existe mais. As condições na Rússia estavam prontas para sua abolição, mas elas não estavam prontas para a abolição do capitalismo. Este está agora mais uma vez celebrando a ressurreição, mas em formas que são mais opressivas e angustiante para o proletariado do que as anteriores. Em vez de assumir formas mais industrializadas, o capitalismo privado assumiu formas mais miseráveis e pobre, como o mercado negro e a especulação. O capitalismo industrial se desenvolveu tornando-se um Capitalismo de Estado. Anteriormente as autoridades estaduais e funcionários do capital privado eram fundamentalmente hostis um com o outro. Consequentemente, o proletariado procurava se apoiar em um ou outro. Hoje, a burocracia estatal e a burocracia capitalista são mesclados em uma, que é o resultado da grande revolução socialista provocada pelos bolcheviques e que constitui o mais opressivo de todos os despotismos que a Rússia já teve que sofrer.
Após 1929, os mencheviques exilados, como Fyodor Dan, começaram a chamar a URSS de Stalin de um regime totalitário estatal.

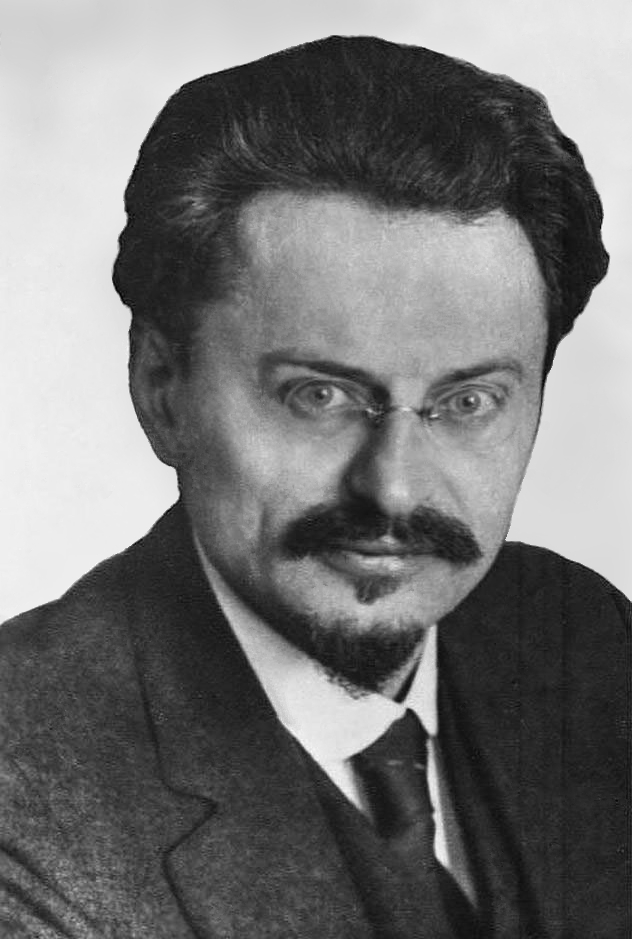
Leon Trotsky

No Reino Unido, o grupo marxista ortodoxo do Partido Socialista da Grã-Bretanha desenvolveu independentemente uma doutrina similar. Embora inicialmente divulgando a ideia de que o capitalismo soviético diferia pouco do capitalismo ocidental, posteriormente passou a argumentar que a burocracia estatal mantinha para si a propriedade produtiva, como a Igreja Católica anteriormente.

### Uso pelos trotskistas
Leon Trotsky citou que o termo Capitalismo de Estado "originalmente surgiu para designar os fenômenos que surgem quando um Estado burguês assume o comando direto de empresas industriais" e, portanto, uma "negação parcial" do capitalismo.  No entanto, Trotsky rejeitou esta descrição da URSS, argumentando que ela tinha se tornado um Estado operário degenerado. Após a Segunda Guerra Mundial, a maioria dos trotskistas aceitou a análise que os países do bloco soviético eram deformados estados operários.
A discussão remonta a debates internos na Oposição de Esquerda durante o final dos anos 1920 e início dos anos 1930. Ante Ciliga, um membro da Oposição de Esquerda preso em Verkhne-Uralsk em 1930 por discordar do Stalinismo, descreveu a evolução de muitos oposicionistas de esquerda para a teoria do Capitalismo de Estado, influenciados estes por Gavril Myasnikov e outras facções da esquerda comunista. Após ser libertado, retornou à atividade na Oposição de Esquerda Internacional" e foi um dos primeiros, depois de 1936, a elevar a teoria do Capitalismo de Estado nos círculos trotskistas". George Orwell, que era um esquerdista anti-stalinista como Ciliga, usou o termo em sua Homenagem à Catalunha (1938).

### Uso por liberais

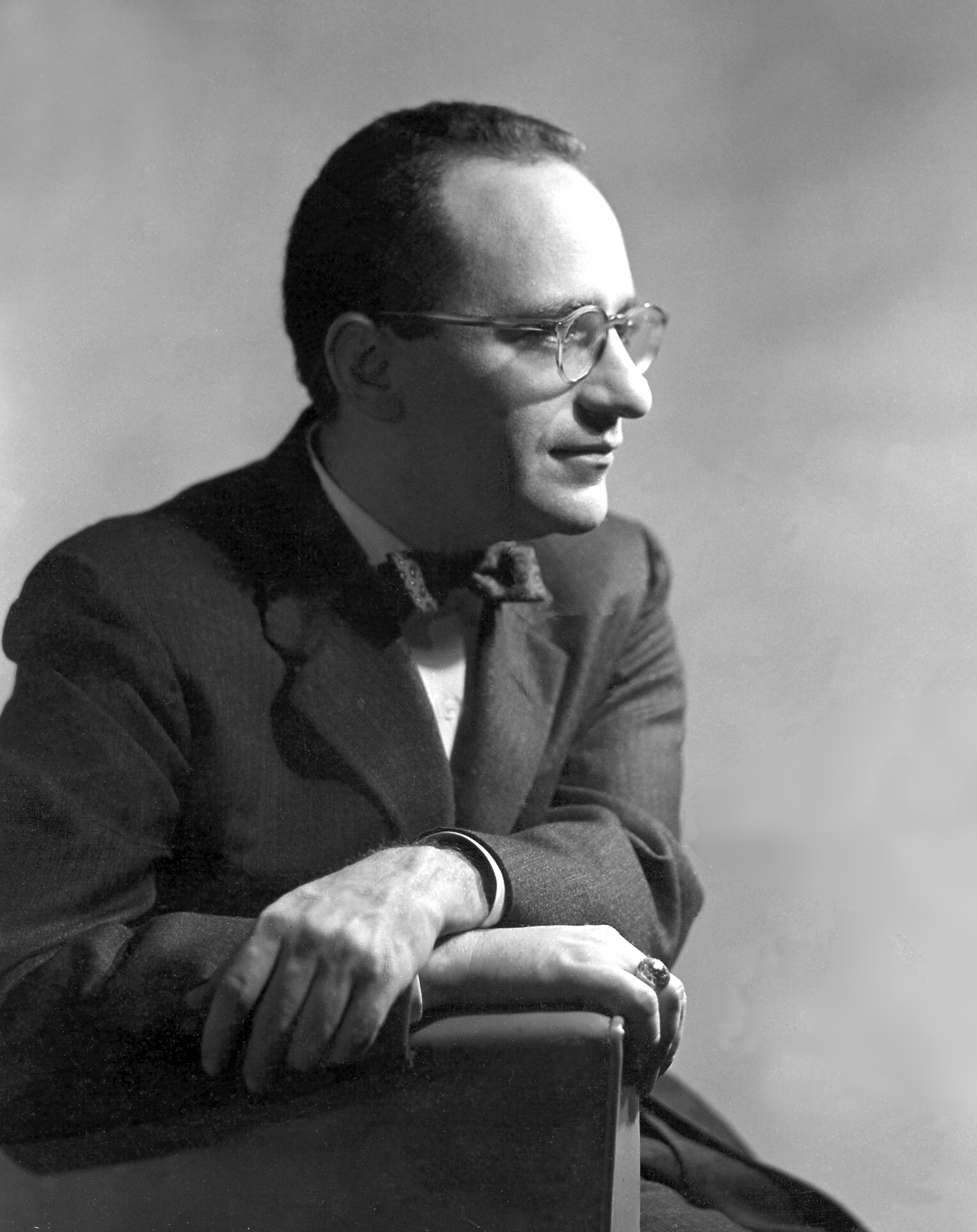
Murray Rothbard descreveu uma análise liberal do capitalismo de Estado

Murray Rothbard, um filósofo libertário, usa o termo intercambiável com o termo Capitalismo monopolista de Estado, e o usa para descrever uma parceria entre governo e grandes empresas em que o Estado intervém em nome de grandes capitalistas contra os interesses dos consumidores.
Há uma parceria entre os empresários monopolistas beneficiados pelo Estado e o governo com o objetivo de integrar os sindicatos ao aparato estatal para controlá-los. O Nazismo fornece um bom exemplo desse tipo, pois, mesmo atacando os monopólios em seus discursos antes da tomada do poder para ganhar a confiança das classes médias e pequena burguesia, Hitler e o governo nazista intervieram na economia com o intuito de beneficiar os grandes monopólios e oligopólios empresariais.
Murray distingue o Capitalismo de Estado do Capitalismo laissez-faire, onde as grandes empresas não ficam protegidos contra as forças do mercado. Este uso remonta a década de 1960, quando Harry Elmer Barnes descreveu a economia pós-New Deal dos Estados Unidos como "Capitalismo de Estado". Mais recentemente, Andrei Illarionov, o ex-assessor econômico  do presidente da Rússia, Vladimir Putin, demitiu-se em dezembro de 2005, em protesto contra o Capitalismo de Estado na Rússia.
O termo não é usado pelos liberais clássicos para descrever a propriedade pública dos meios de produção. O economista Ludwig von Mises da Escola Austríaca  explica a razão:
"O movimento socialista se esforça para circular com freqüência novos rótulos para seu estado ideal construído. Cada etiqueta desgastada é substituída por outra que aumenta as esperanças de uma solução definitiva do problema básico insolúvel do socialismo, até que se torne óbvio que nada foi mudado, mas somente o nome.O mais recente slogan é o "capitalismo de Estado". Não é comumente percebido que este abrange nada mais do que costumava ser chamado de Economia planejada e Socialismo de Estado, e que Capitalismo de Estado, Economia planificada, e Socialismo de Estado divergem apenas em não-essenciais do "clássico" ideal do socialismo igualitário."

### Uso por fascistas italianos
O líder fascista italiano Benito Mussolini afirmou em 1933 que, se o fascismo acompanhasse a fase moderna do capitalismo, o caminho "levaria inexoravelmente para o Capitalismo de Estado, que não é nada mais nem menos do que o socialismo do Estado. Nos dois eventos, (se o resultado será o capitalismo de estado ou o socialismo de Estado), o resultado é a burocratização das atividades econômicas da nação ". Mussolini afirmou que o capitalismo havia degenerado em três etapas, começando com a dinâmica ou o capitalismo heroico (1830-1870), seguido pelo capitalismo estático (1870-1914) e, em seguida, chegar a sua forma final do capitalismo decadente, também conhecido como supercapitalismo iniciada em 1914.
Ele denunciou supercapitalismo por causar a "estandarização da humanidade" e o consumo excessivo, afirmando que, "nesta fase da supercapitalismo", quando surgem dificuldades, a empresa capitalista lança-se como um peso morto em braços do Estado. É então que a intervenção do Estado começa e se torna mais necessária, e aqueles que uma vez ignoraram o estado, agora procuram-no ansiosamente" Devido à incapacidade das empresas para funcionar corretamente quando enfrentam dificuldades econômicas, Mussolini afirmou que está provado que a intervenção do Estado na economia era necessária para estabilizar a economia.
O fascismo italiano apresentou o sistema econômico do corporativismo como a solução que preservaria a iniciativa privada e a propriedade, permitindo o Estado de intervir na economia quando a iniciativa privada falhasse.
O Nazismo e o Fascismo podem também ser chamados de economia dirigista, pois esta não se opõe ao Capitalismo Monopolista de Estado. O dirigismo se dá quando os meios de produção são privados, mas o Estado tem controle considerável sobre a alocação de crédito e de investimentos. Apesar de existir o lucro para a classe empresarial, o governo regula suas atividades. Ou seja, a propriedade privada está sujeita ao planejamento econômico estatista.